# Crommelin (cràter)
Crommelin és un antic cràter d'impacte que es troba a les proximitats del pol sud de la Lluna, a la cara oculta de la Lluna. Es troba al nord del gran cràter Zeeman, i a l'est-nord-est de Numerov.

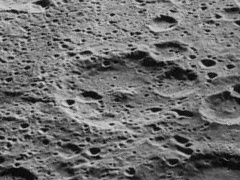
Vista obliqua de la vora oest. Missió Lunar Orbiter 5
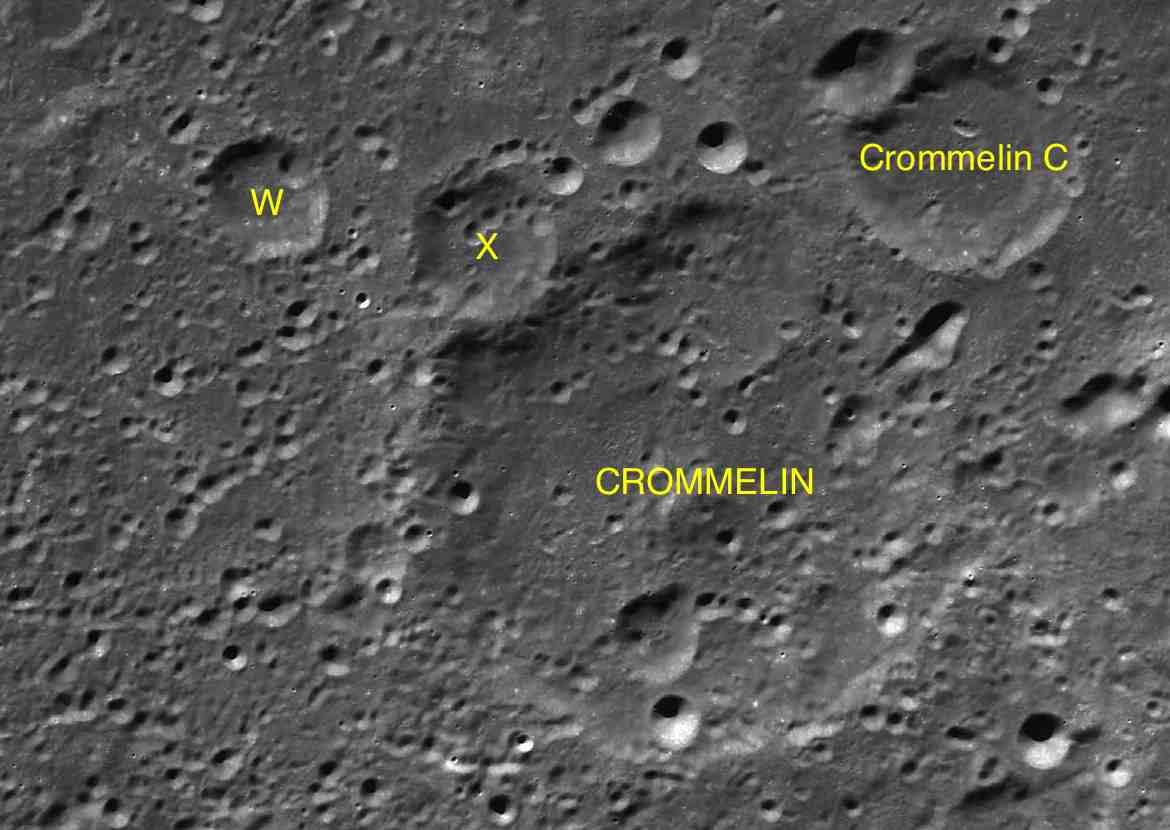
Cràters satèl·lit

Aquesta formació ha estat gairebé completament desgastada per impactes posteriors, deixant poc més que una depressió a la superfície lunar. Un cràter igualment desgastat s'estén a través de la vora nord. Crommelin X està unit al perímetre nord-oest, formant un bombament cap a l'exterior. Els dos cràters més grans de l'interior formen una parella a prop de la vora sud. Presenta un lleuger pic central, que consisteix en poc més que una petita elevació sobre la superfície circumdant.

## Cràters satèl·lit
Per convenció aquests elements són identificats en els mapes lunars posant la lletra en el costat del punt central del cràter que està més proper a Crommelin.
| Crommelin | Coordenades                            | Diàmetre |
| --------- | -------------------------------------- | -------- |
| C         | 66° 24′ S, 144° 48′ O / 66.4°S,144.8°O | 44 km    |
| W         | 66° 00′ S, 152° 42′ O / 66.0°S,152.7°O | 24 km    |
| X         | 66° 18′ S, 150° 00′ O / 66.3°S,150.0°O | 26 km    |